# Chameleon trpasličí
Chameleon trpasličí, Bradypodion pumilum, je navzdory svému českému jménu středně velký druh chameleona pocházející z jižní Afriky. V Úmluvě o mezinárodním obchodu s ohroženými druhy volně žijících živočichů a rostlin je tento druh zařazen do přílohy II.
Má širokou tlamu a nezávisle na sobě pohyblivé oči, přilba je v týlu lehce zvýšená a lemovaná velkými vypouklými šupinami. Tělo ještěra je bočně zploštělé, hřbetní hřeben je jednořadý, tvořený kuželovitými šupinami a táhne se po celé délce hřbetu až na  ocas. Hrdelní hřeben je nápadný, složený z plochých šupin s tupými konci. Silné nohy mají prsty srostlé v klíšťky, které jsou na hrudních končetinách tvořeny třemi vnějšími a dvěma vnitřními prsty, na pánevních končetinách je tomu naopak. Prsty jsou opatřené dobře utvářenými drápy. Ocas je dlouhý a ovíjivý. Dospělý samec dorůstá délky až 25 cm, samice jsou menší, maximálně 18 cm dlouhé. Kůže je zbarvená v jasně zelených, žlutých a hnědých barvách, obvyklá je podélná modrá, růžová nebo načervenalá skvrna táhnoucí se na boku ještěra.
Chameleon trpasličí se vyskytuje v Namibii a v Jihoafrické republice, obývá především pobřežní, křovinaté oblasti, ale proniká i k lidským sídlům a žije též v zahradách či v parcích. Je živorodý, po 90-105 dnech trvající březosti samice rodí 2-20 mláďat, která pohlavně dospívají po devíti měsících. Dožívá se až pěti let.

## Chov
Chameleona trpasličího je možno chovat v suchém pouštním teráriu aspoň 40x40x50 cm.. Jsou to samotářská zvířata, proto je lepší chovat je jednotlivě. Boční stěny je vhodné polepit pískem, písek nebo jemná antuka je ideální též jako substrát na dno. Uvnitř terária mohou být vysázeny sukulentní rostliny a je dobré přidat též tenčí větve na šplhání. Vhodná teplota se pohybuje mezi 25-28 °C s nočním poklesem na 15-18 °C. Chameleonovi trpasličímu vyhovuje také chov v  síťovém teráriu či volně v místnosti, v létě může být v Česku chován i venku, nevadí jim noční pokles teplot až k 5 °C. U novorozených mláďat v prvních týdnech života nesmí teplota v teráriu překročit 25 °C. V zajetí se krmí především cvrčky vhodné velikosti, dále přijímá sarančata, šváby, pavouky, mouchy a jiný přiměřeně velký hmyz.

## Fotogalerie

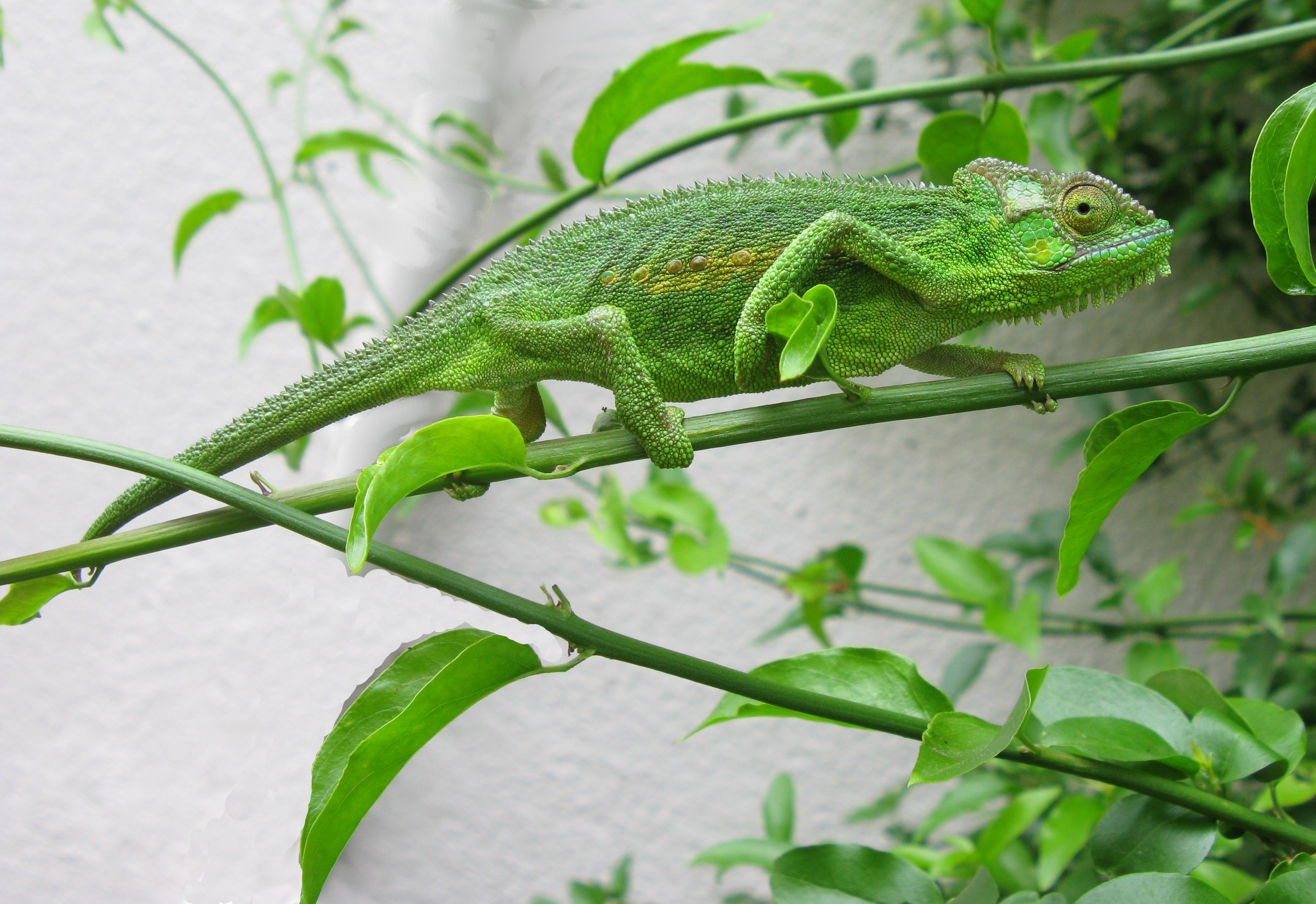
Samice chameleona trpasličího
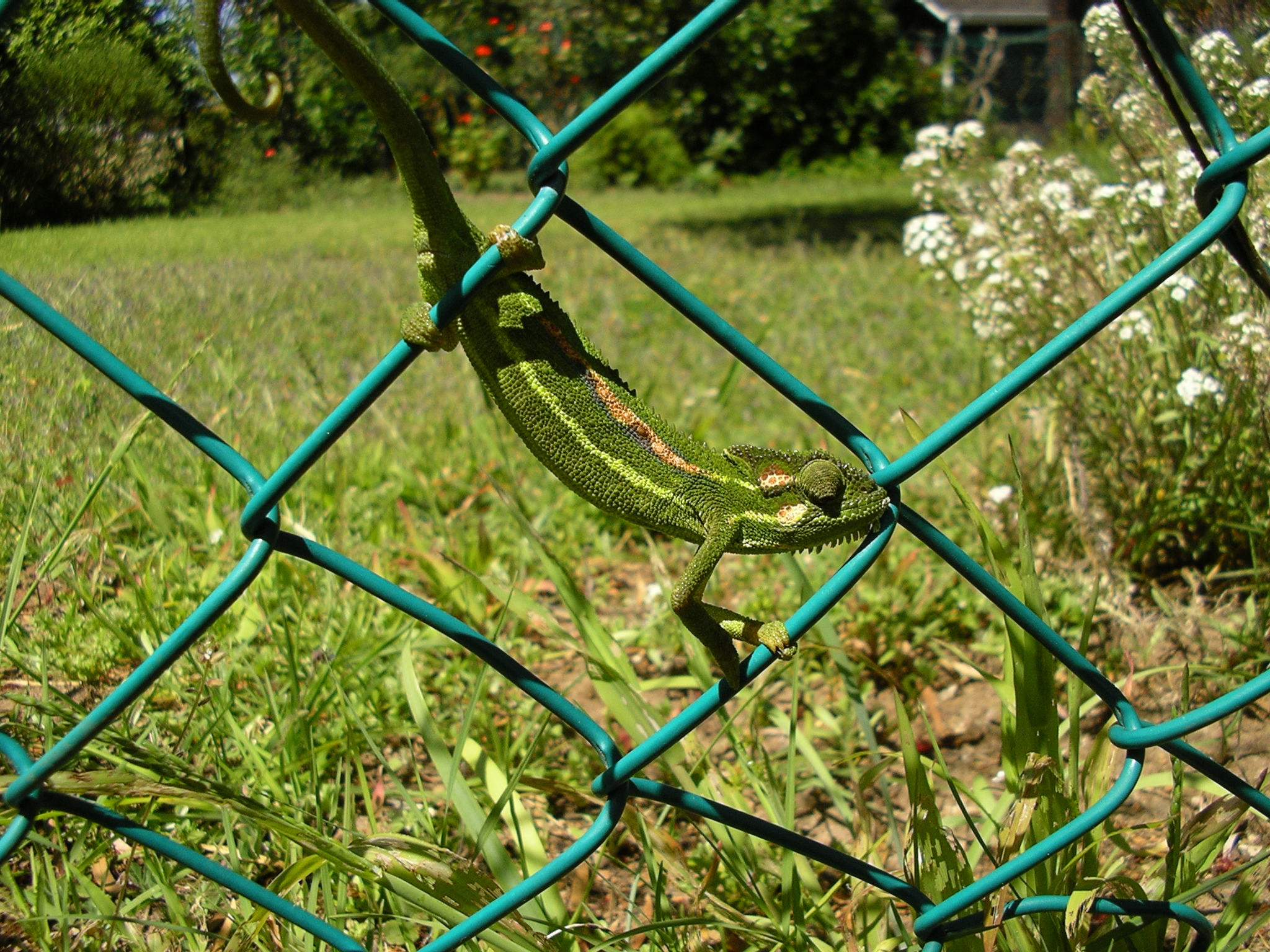
Samec v zahradě v Kapském Městě
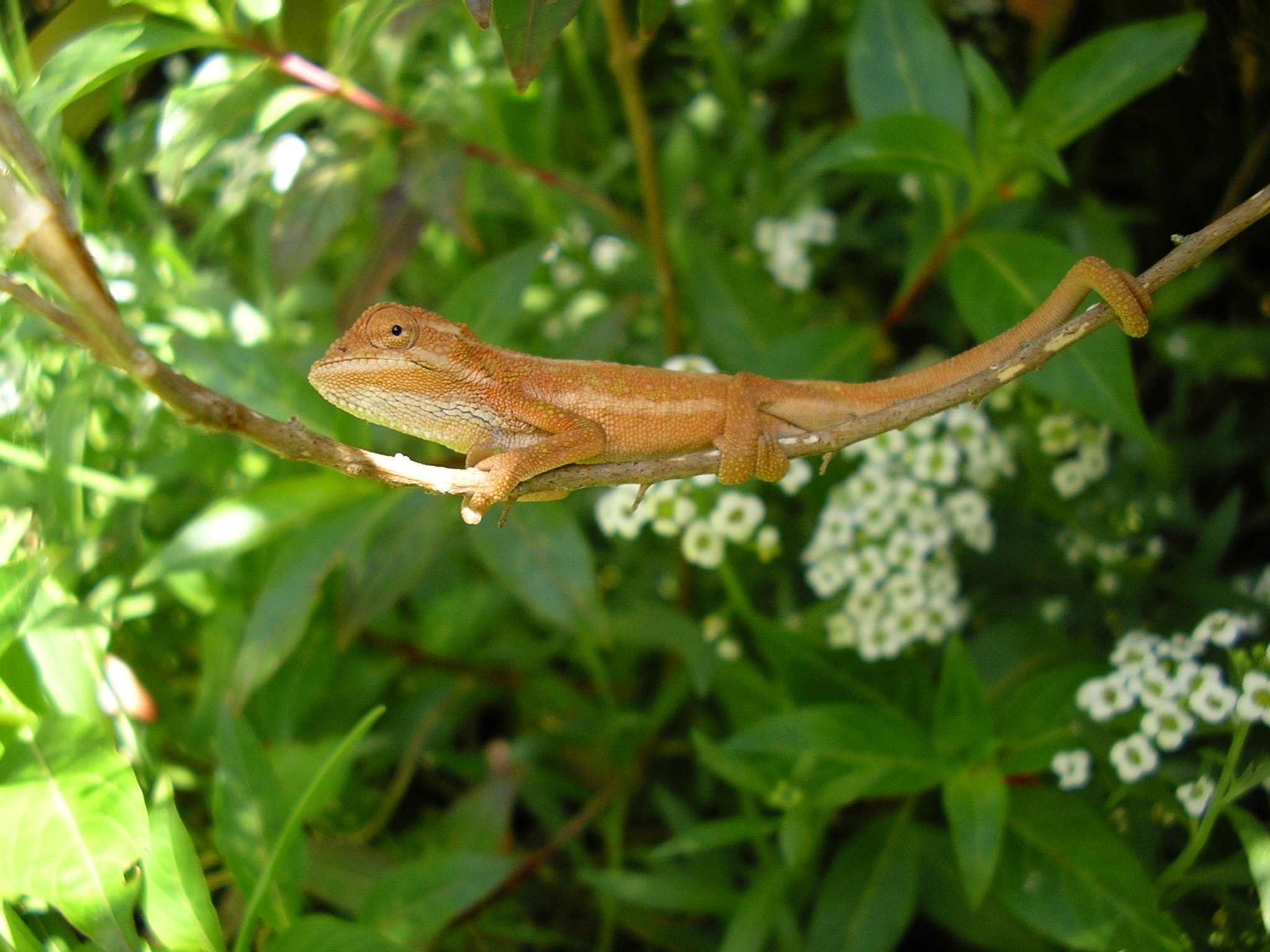
Mladý chameleon trpasličí
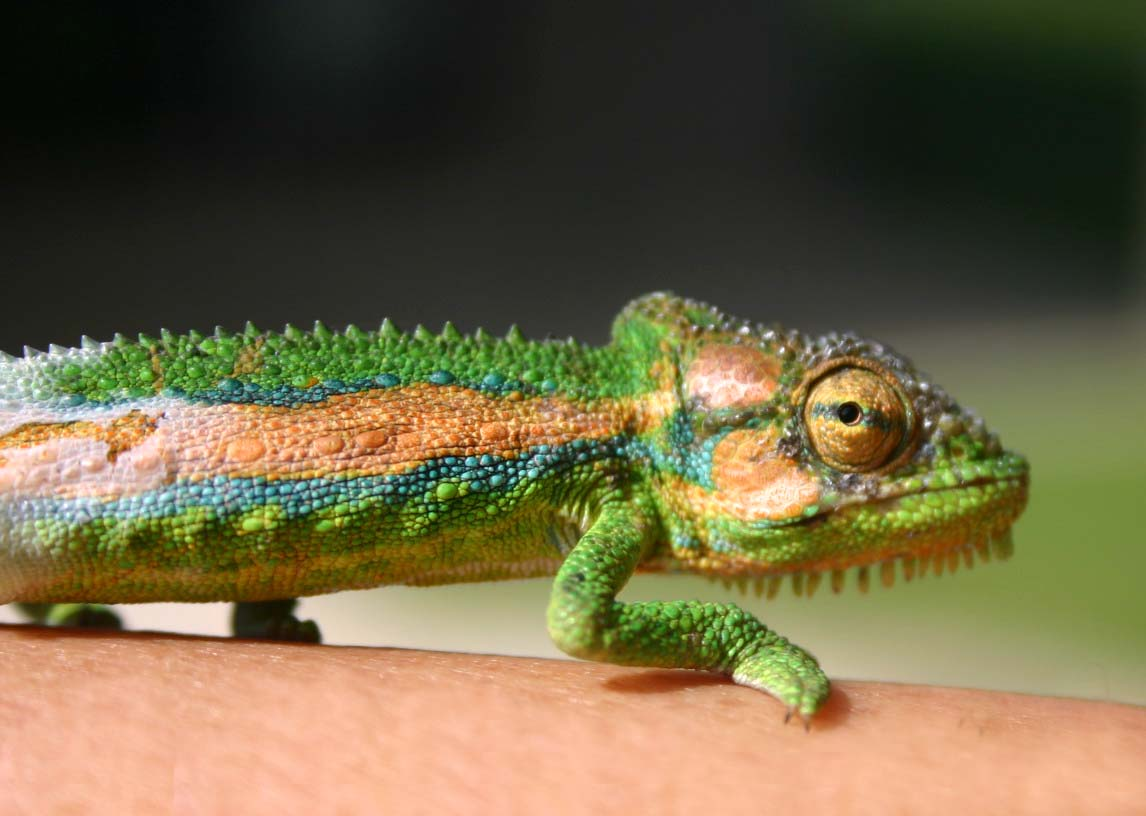
Mladý svlékající se samec
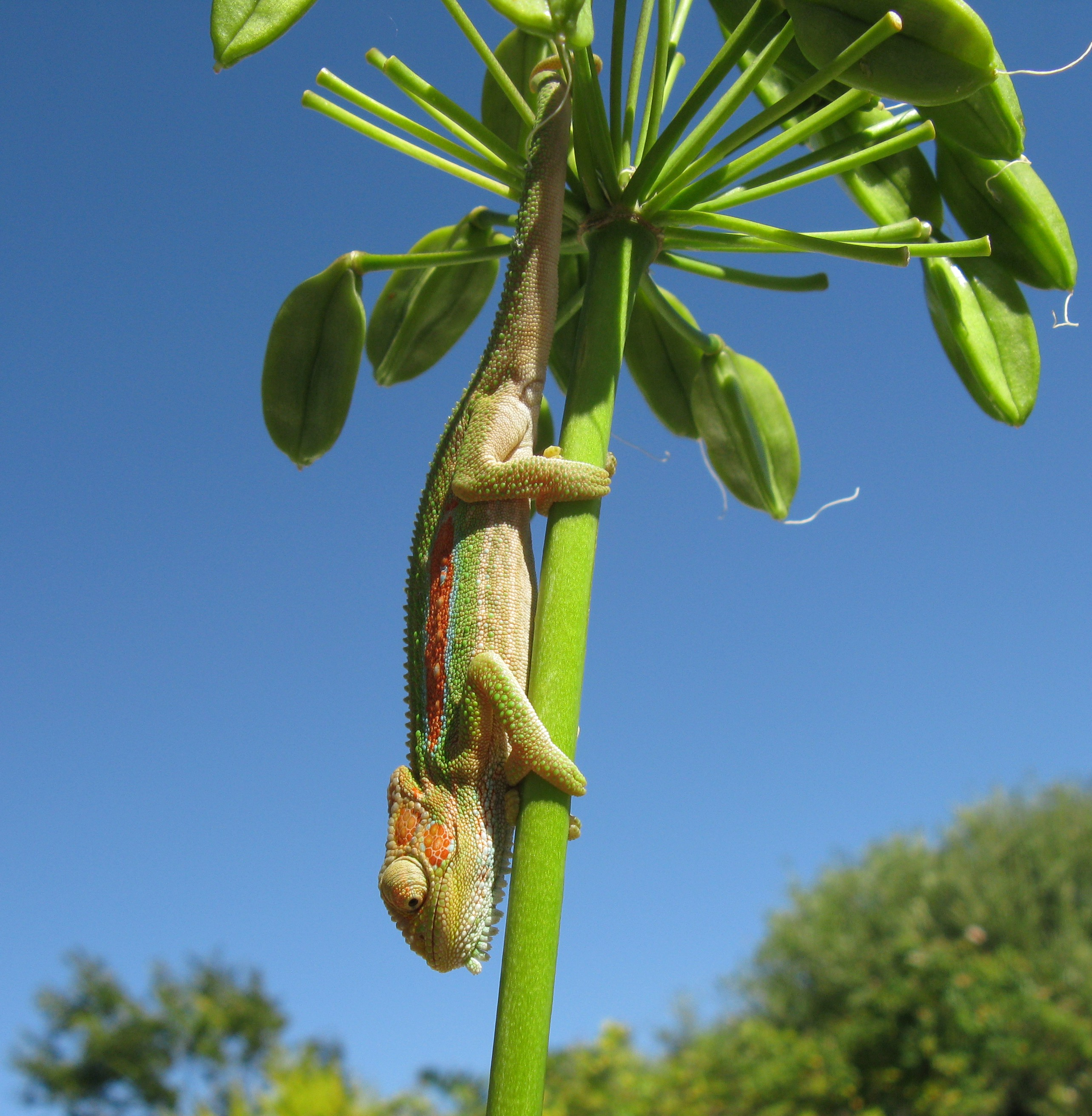
Další samec, sedící na stonku kalokvětu